# Rue de l'Abbé-Sicard
La rue de l'Abbé-Sicard (en occitan : carrièra de l'Abat Sicard) est une voie de Toulouse, chef-lieu de la région Occitanie, dans le Midi de la France.

## Situation et accès

### Description
La rue de l'Abbé-Sicard se trouve au cœur du quartier des Minimes, dans le secteur 3 - Nord.
La chaussée compte une voie de circulation automobile en sens unique, de l'avenue des Minimes à la rue du Général-Bourbaki dans sa première partie, et de la rue de la Sainte-Famille à la rue Général-Bourbaki dans la deuxième partie. Elle est définie comme une zone 30 et la vitesse y est limitée à 30 km/h. Il n'existe pas de bande, ni de piste cyclable, quoiqu'elle soit à double-sens cyclable.

### Voies rencontrées
La rue de l'Abbé-Sicard rencontre les voies suivantes, dans l'ordre des numéros croissants :
1. Avenue des Minimes
2. Rue du Général-Bourbaki
3. Rue de la Sainte-Famille

## Odonymie

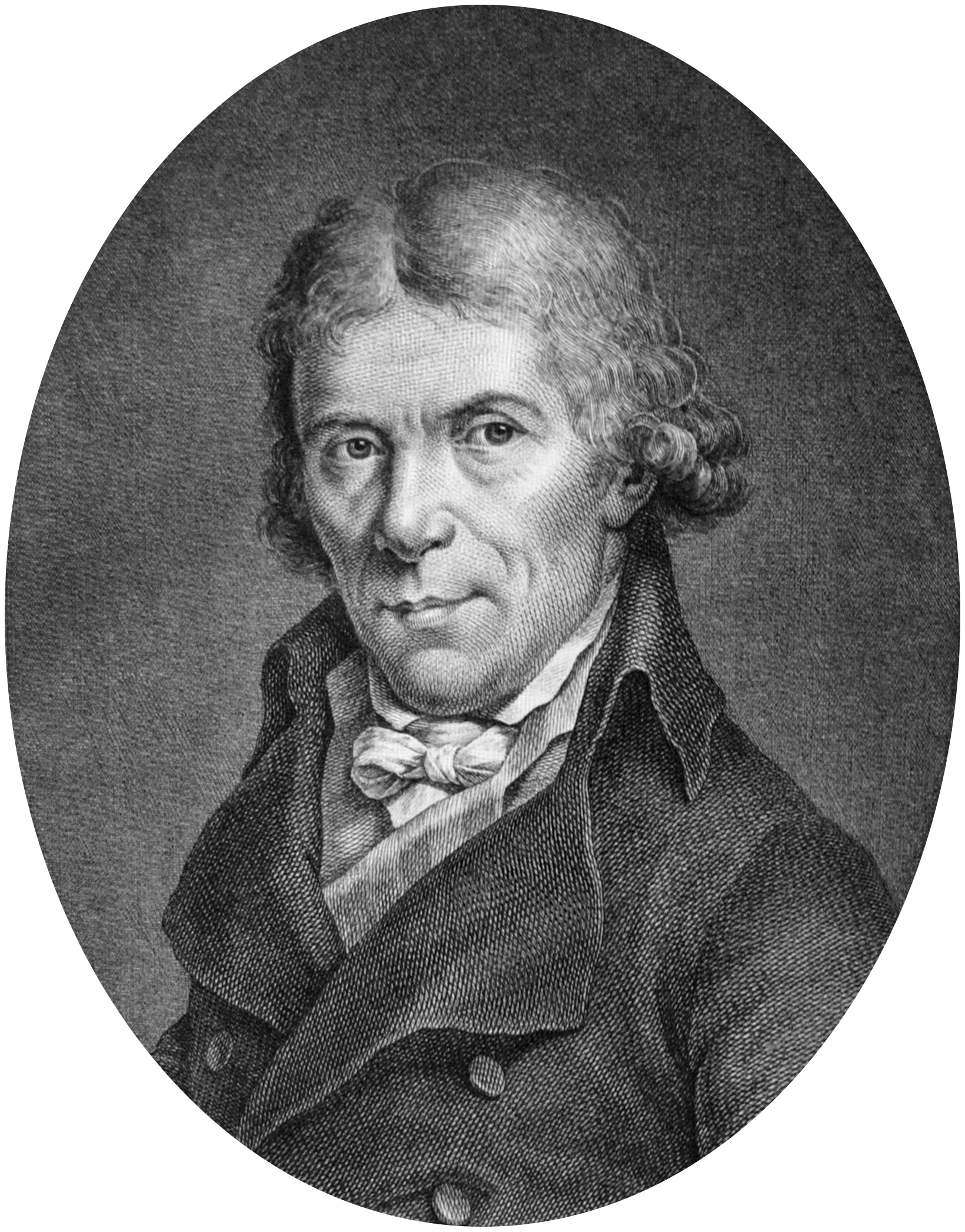
Portrait de l'abbé Sicard d'après le dessin de Joseph Jauffret (musée de la Révolution française).

La rue est nommée en hommage à Roch-Ambroise Cucurron Sicard, dit l'« abbé Sicard » (1742-1792). Après avoir étudié au collège de l'Esquile, dirigé par les doctrinaires, il est envoyé à Paris par l'archevêque de Bordeaux, Jérôme Champion de Cicé, afin de rejoindre l'école de sourds-muets fondée par l'abbé Charles-Michel de L'Épée (actuel Institut national de jeunes sourds de Paris). En 1786, il fonde l'école de sourds-muets de Bordeaux (actuelle Institution nationale des sourdes-muettes). En 1790, il retourne à Paris pour prendre la direction de l'école mais, ayant refusé de prêter serment à la constitution civile du clergé, il est arrêté comme suspect en 1792. Il échappe aux massacres de Septembre grâce à la reconnaissance de son action. En 1800, il retrouve son poste de directeur de l'Institut des sourds-muets de Paris, qu'il dirige jusqu'à sa mort.
La rue de l'Abbé-Sicard a longtemps été un simple chemin rural sans nom, parfois désigné comme le chemin de l'Église-des-Minimes, puisqu'il longe au sud l'église Saint-François-de-Paule, église conventuelle des Minimes, devenue église paroissiale après la Révolution française. En 1885, le chemin est nommé rue Sainte-Anne-Joseph, prénoms des propriétaires des terrains qu'il traversait. Ce n'est qu'en 1947 qu'on lui donna son nom actuel.